# 鮑威爾島
60°40′59″S 45°01′59″W / 60.683°S 45.033°W

鮑威爾島在南奧克尼群島的位置

鮑威爾島是南極洲的島嶼，屬於南奧克尼群島的一部分，位於科羅內申島和勞里島之間的南冰洋海域，長11公里、寬3公里，面積20平方公里，最高點海拔高度620米，島上無人居住。